# Fulgence Girard
Pour les articles homonymes, voir Girard (patronyme).
Fulgence Girard, né le 21 septembre 1807 à Granville et mort le 11 avril 1873 à Bacilly, est un romancier, poète, homme politique, journaliste et historien français.

## Biographie
Fulgence Girard fit son droit à Paris. En 1836, il se maria et se fit inscrire au barreau d’Avranches, où il résida jusqu’en 1845 et où il fut secrétaire de la Société d’archéologie d'Avranches, Mortain et Granville. Il était également directeur et principal rédacteur du Journal d'Avranches. Après une longue absence, il revint à sa terre de la Broïse, en Bacilly, où il mourut à l’âge de soixante-cinq ans.
Il est inhumé à Bacilly.

## Choix de publications
- Keepsake breton, 1832 ;
- Les Personnalités, appréciation critique des contemporains, avec Eugène L'Héritier, 1833
- Deux martyrs, 2 vol., 1835 ;
- Chroniques de la marine française, 1789 à 1830, d'après les documents officiels, avec Jules Lecomte, 5 vol., 1836-1837 ;
- Marceline Vauvert, 1837 ;
- Histoire géologique, archéologique et pittoresque du Mont-Saint-Michel-au-Péril-de-la-Mer, 1843 ;
- Histoire du Second Empire, 1861 ;
- Histoire du Mont-Saint-Michel comme prison d'État, avec les correspondances inédites des citoyens Armand Barbès, Auguste Blanqui, Martin-Bernard, Flotte, Mathieu d'Épinal, Béraud, etc., 1849 ;
- Sisyphe, iambes, 1850 ;
- Mystères du grand monde, histoire des palais, résidences royales, prisons d'État, abbayes, boudoirs et salons, 8 vol., 1851-1853 ;
- Histoire générale, anecdotique et pittoresque de la guerre d'Italie, avec Henry O'Heguerty, 1859 ;
- Un corsaire sous l'Empire, 1861 ;
- Divinité du christianisme, lettres, 1867.

## Pour approfondir